# École Gilbert-Bloch d'Orsay
Fondée par Jacob Gordin, l'école Gilbert-Bloch d'Orsay est un établissement centré sur la culture et l'« identité » juive qui a considérablement contribué au renouveau du judaïsme français après les années de persécutions et le régime de Vichy.
De Léon Ashkénazi, dit « Manitou », à Henri et Liliane Atlan, ou encore Armand Abécassis et Gérard Israël, nombreuses ont été les figures d'intellectuels et personnalités juives, croyants ou juifs laïcs, à y avoir été présents.

## Historique
Une École polytechnique des disciplines du judaïsme est fondée en 1946 à Orsay par Robert Gamzon. L'école, fortement marquée par le scoutisme israélite, est nommée d'après un ancien éclaireur et polytechnicien, officier du maquis de l'Organisation juive de combat, Gilbert Bloch, tué le 8 août 1944 par la Wehrmacht. En 1969, après 22 promotions, l'école déménage à Jérusalem sous la direction de Léon Ashkénazi,.